# Helmut Salzinger
Helmut Salzinger (* 27. Dezember 1935 in Essen; † 3. Dezember 1993 in Odisheim) war ein deutscher Schriftsteller (Pseudonym: Jonas Überrohr), Herausgeber und Kleinverleger.

## Leben und Wirken
Helmut Salzinger wurde als Sohn des Kaufmanns Helmut Salzinger und dessen Ehefrau Elisabeth Salzinger, geborene Fischer, in Essen geboren. Dort wurde er im Herbst 1942 eingeschult. Seit der Evakuierung seiner Eltern nach Sebexen, Kreis Osterode im Harz, ging er ab Herbst 1943 in die dortige Dorfschule. Im Mai 1947 wurde er in die Sexta der Oberschule für Jungen aufgenommen. Nach der Rückkehr der Eltern nach Essen kam er im Herbst 1948 auf das Helmholtz-Gymnasium, wo er 1956 sein Abitur machte.
Nach einem kurzen Studienbesuch an der Universität Köln, wo er 1956 zunächst ganz im Sinne seines Vaters Volks- und Betriebswirtschaft belegte, studierte er ab dem Wintersemester 1957/58 an der Universität Hamburg seine „endgültige Fächerkombination Deutsche Literaturwissenschaft, Germanistik, Kunstgeschichte“ und besuchte daneben auch „theaterwissenschaftliche, romanistische und philosophische Vorlesungen und nahm an Seminaren dieser Fächer teil.“
Das Studium schloss der zum Dr. phil. promovierte Germanist Helmut Salzinger 1965 ab und arbeitete zunächst als Rezensent und Musikkritiker, unter anderem für die Süddeutsche Zeitung und Die Zeit. Sein Buch Rock Power oder Wie musikalisch ist die Revolution? (1972) gehört zu den ersten wesentlichen Büchern zum Thema Popkultur im deutschen Sprachraum.
Ab 1973 schrieb Salzinger Kolumnen für die Hamburger Musikzeitschrift Sounds unter dem Pseudonym Jonas Überohr, die später zum Buch gebündelt erschienen.

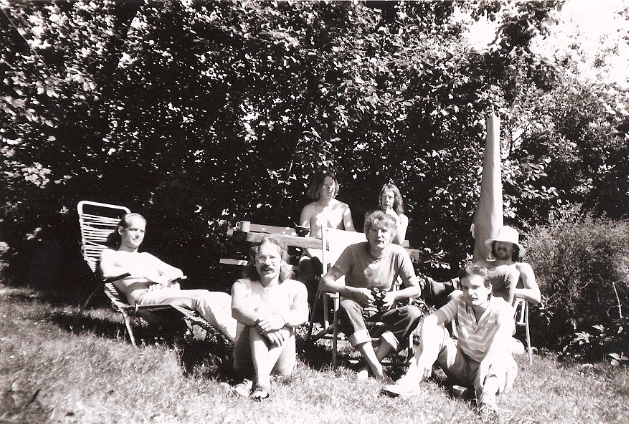
Head Farm Odisheim 1986: Klaus Modick, Theo Köppen, Peer Schröder, Helmut Salzinger, MO Salzinger, Michael Kellner, Stefan Hyner

In den frühen 80er-Jahren zog Salzinger sich vom Kulturbetrieb zurück. Er war Mitglied des PEN-Zentrums BRD und lebte bis zu seinem Tod im Jahre 1993 auf einem Gehöft in Odisheim, das als Head Farm zu Treffen von Literaten, Philosophen und Künstlern der alternativen Szene genutzt wurde, darunter Klaus Modick, Natias Neutert, Peer Schröder und Theo Köppen. Dort edierten und erstellten Salzinger und seine Frau, die Künstlerin MO Salzinger, sowie wechselnde Mitherausgeber die Kult-Literaturzeitschrift Falk (1984–87). Mit dem von Salzinger gegründeten Verlag Head Farm Odisheim machte er sich von den großen Verlagen (bei denen er zuvor mehrere Bücher veröffentlicht hatte) unabhängig. Hier erschienen eine Reihe seiner Gedichtbände, die ihn als eigenwillige Stimme in der Lyrik der 70er- und 80er-Jahre erkennen lassen.

## Werke (Auswahl)

### Einzeltitel
- Eugen Gottlob Winklers künstlerische Entwicklung. Die ästhetischen Anschauungen untersucht an seinem dichterischen und kritischen Werk. Philosophische Dissertation Universität Hamburg 1967.
- Das lange Gedicht. 1969; Neuauflage, mit einem Nachwort des Verfassers. Verlag Michael Kellner, Hamburg 1982.
- Rock Power oder Wie musikalisch ist die Revolution? Fischer Taschenbuch, Frankfurt am Main 1972, ISBN 3-436-01531-8.
- Swinging Benjamin. Fischer Taschenbuch, Frankfurt am Main 1973, ISBN 3-436-01717-5.
- Jonas Überohr LIVE. Kritische Ausschweifungen über Kultur und Krebs. Sounds-Verlag, Hamburg 1976.
- Gehen, Schritte. Texte und Bilder. Head Farm, Odisheim 1979, ISBN 978-3-922445-00-5.
- Die Freundlichkeit der Kraft. Neue Gedichte aus der Region. Head Farm,  Odisheim 1980.
- Rock um die Uhr und andere kleine Schriften zur Musik und Gegenkultur. Head Farm, Odisheim 1982, ISBN 978-3-922445-02-9.
- Irdische Heimat. Gedichte. Mit einem Nachwort des Verfassers. Verlag Michael Kellner, Hamburg 1982, ISBN 3-922035-14-0.
- Nackter Wahnsinn. Die Wirklichkeit und die Suche nach ihr zwischen Konsens und Nonsens. Minima Maxima. Grundlegungen zu einer Kritik sämtlicher bestehender Verhältnisse. Verlag Michael Kellner, Hamburg 1984. ISBN 978-3-922035-23-7
- Wider die neuesten Analphabeten. Ein Pamphlet von Helmut Salzinger. Jahresgabe des Verlag Michael Kellner an die Freunde des Verlages und der Head Farm Odisheim, 1985.
- Stille Wasser. Gedichte. Verlag Peter Engstler, Ostheim/Rhön 1987. 100 S. ISBN 978-3-929375-45-9
- Ohne Menschen – Erzählungen einer Landschaft. Die Grüne Kraft, Löhrbach 1988. 113 S. ISBN 978-3-925817-26-7
- Pschschhh … sechs Versuche, in den Ofen zu pinkeln. Paria, Frankfurt/M. 1989. 58 S. ISBN 978-3-922952-14-5
- Swinging Benjamin. Erweiterte Neuausgabe. Mit einem Nachwort von Klaus Modick. Verlag Michael Kellner. Hamburg 1990. ISBN 3-927623-05-9
- Der Gärtner im Dschungel. Head Farm Odisheim 1992. 61 S. ISBN 3-922445-09-8
- Der Gärtner im Dschungel. Hamburg:Kellner 1992. 165 S. ISBN 3-927623-24-5
- Die beiden Hände des Sperbers. Neue Gedichte. Peter Engstler, Ostheim/Rhön 1993. 24 S. ISBN 3-929375-03-6
- Vogelschau. Gedichte aus dem Nachlass. Peter Engstler, Ostheim/Rhön 1995. 32 S. ISBN 3-929375-08-7
- Moor – ein Versuch, nichts zu erzählen. Aus dem Nachlass hrsg. von Mo Salzinger und Klaus Modick. Head Farm  Odisheim 1996. 135 S. ISBN 3-922445-08-X
- Best of Jonas Überohr. Popkritik 1966–1982. Herausgegeben von Frank Schäfer. Fundus 187, Hamburg 2010. 350 S. ISBN 978-3-86572-575-2

### Anthologie (Auswahl)
- Das lange Gedicht In: Supergarde. Prosa der Beat- und Popgeneration. Hrsg. von Vagelis Tsakiridis. Droste Verlag, Düsseldorf 1969.
- Bäume. In: Boa Vista 6, Zeitschrift für Neue Literatur, hrsg. von Natias Neutert, Peter Waldheim Manfred Hennig. Edition Boa Vista, Hamburg 1978, S. 88–95.
- Übern Rand. Neun metaphysische Abschweifungen. In: Boa Vista 7, Edition Boa Vista, Hamburg 1980, S. 41–49.
- Fragmente zur Aktualität des Mythischen. In: Mythos & Ritual – in der Kunst der 70er Jahre. Katalog der gleichnamigen Ausstellung in Zürich, konzipiert und realisiert von Erika Billeter. Kunstverein in Hamburg 1982, S. 67–77.

### Übersetzungen
- Die Rolling Stones halb:–deutsch. In: The Rolling Stones. Songbook. 155 Songs [1963–1977] mit Noten. Deutsch von Teja Schwaner, Jörg Fauser und Carl Weissner. Mit 75 Alternativübersetzungen von Helmut Salzinger. Zweitausendeins, Frankfurt am Main 1977, S. 924–953.